# 야스마니 루고
야스마니 다니엘 루고 카브레라(스페인어: Yasmany Daniel Lugo Cabrera, 1990년 1월 24일~)는 쿠바의 레슬링 선수이다. 2016년 하계 올림픽 남자 그레코로만형 헤비급에서 은메달을 획득했다.

## 경력
피나르델리오에서 태어났으며 1999년에 레슬링을 시작했다.
2009년에 쿠바 주니어와 성인 국가대표가 되었으며 앙카라에서 열린 2009년 세계 주니어 선수권 대회에서 우승했다.
2016년 8월 브라질 리우데자네이루에서 열린 2016년 하계 올림픽에 참가했으며 준결승에서 스웨덴의 프레드리크 셴을 꺾고 결승에 올랐다. 결승에서는 아르메니아의 아르투르 알렉사냔와 경기를 가졌으며 0-9로 패하여 은메달을 획득했다.